# Цзючжайгоу (уезд)
Цзючжайго́у (кит. упр. 九寨沟, пиньинь Jiǔzhàigōu) — уезд Нгава-Тибетско-Цянского автономного округа провинции Сычуань (КНР). Правление уезда размещается в посёлке Юнлэ.

## История
В 1953 году из уезда Сунгчу Тибетского автономного района провинции Сычуань (四川省藏族自治区) был выделен уезд Наньпин (南坪县). В 1955 году была расформирована провинция Сикан, а её территория была присоединена к провинции Сычуань; так как в провинции Сикан также имелся Тибетский автономный район, то Тибетский автономный район провинции Сычуань был преобразован в Нгава-Тибетский автономный округ (阿坝藏族自治州). В 1959 году уезд Наньпин был вновь присоединён к уезду Сунгчу, но в 1963 году создан опять. В 1987 году Нгава-Тибетский автономный округ был переименован в Нгава-Тибетско-Цянский автономный округ, а уезд Наньпин с 1998 года стал носить название Цзючжайгоу.

## Административное деление
Уезд делится на 3 посёлка и 12 волостей.

## Достопримечательности
На территории уезда расположен заповедник Цзючжайгоу, ежегодно привлекающий множество китайских и иностранных туристов.